# Іванівка (Ізюмська міська громада)
Іва́нівка (первісна назва — Капустянівка) — село в Україні, у Ізюмській міській громаді Ізюмського району Харківської області. Населення становить 146 осіб. До 2020 орган місцевого самоврядування — Левківська сільська рада.

## Географія
Село Іванівка знаходиться на лівому березі річки Сіверський Донець, вище за течією на відстані 2 км розташоване село Левківка, нижче за течією на відстані 3,5 км розташоване село Ізюмське (нежиле), за 7 км розташоване село Рудневе. До села примикає великий лісовий масив Ізюмський ліс (сосна) — один з найбільших на східній Україні. У лісі й на березі річки кілька дитячих таборів.

## Історія
Село Капустянівка (початкова назва села) виникло на початку 18 століття на землях сотника Ізюмського полку Івана Івановича Захаржевича-Капустянського. В його володінні було 7000 десятин землі. Дата заснування - 1723 рік. У 1736 році напад кримських татар повністю зруйнував села Левківку та Капустянівку.
У 1745 році у відбудованім селі Капустянівка був освячений кам'яний храм Іоана Предтечі, який простояв до наших днів. Наприкінці XVIII ст. побудували водяний млин на річці Сіверський Донець, який виробляв до 1000 чвертей помольного хліба, та винокурню (200 відер гарячого вина).
Під час комуністичного режиму село було перейменоване на Іванівку. Храм, у роки радянської влади, намагалися підірвати, але постраждали лише прилеглі до нього будівлі.
Під час організованого радянською владою Голодомору 1932—1933 років померло щонайменше 16 жителів села.
Під час Другої світової війни храм рятував життя багатьох людей, ще й досі на стінах лишилися сліди від куль.
У 1988 церкву відреставрували, але ще й по сьогодні не має власного священика. На великі свята у ньому правлять службу священики з міста Ізюма.
12 червня 2020 року, розпорядженням Кабінету Міністрів України № 725-р «Про визначення адміністративних центрів та затвердження територій територіальних громад Харківської області», увійшло до складу Ізюмської міської громади.
19 липня 2020 року, в результаті адміністративно-територіальної реформи та ліквідації Ізюмського району (1923—2020), село увійшло до складу новоутвореного Ізюмського району.

## Населення
Згідно з переписом УРСР 1989 року чисельність наявного населення села становила 190 осіб, з яких 78 чоловіків та 112 жінок.
За переписом населення України 2001 року в селі мешкало 136 осіб.

### Мова
Розподіл населення за рідною мовою за даними перепису 2001 року:
| Мова       | Відсоток |
| ---------- | -------- |
| українська | 86,99 %  |
| російська  | 10,27 %  |
| білоруська | 1,37 %   |
| молдовська | 0,68 %   |
| інші       | 0,69 %   |

## Економіка
- Молочно-товарна ферма.

## Об'єкти соціальної сфери
- Клуб.

## Відомі люди
Іван Іванович Захаржевич-Капустянський — син сотника (пізніше його батько став священиком Іоано-Предтеченської церкви слободи Мерчик) починав службу підпрапорним, відзначився в різних воєнних баталіях, брав участь у Турецькій війні, відзначився в кримських походах, боях за землю Перекоп, Бахчисарай, Карасьов. За військові заслуги отримав звання сотника. В 1736 році, прагнучи помсти, кримський хан з татарськими ордами здійснив напад на Ізюмський полк. Відбувся жорстокий бій поблизу Левківського броду. Полк ледь вдалося врятувати.